# Gonten
Gonten ist ein Bezirk im Kanton Appenzell Innerrhoden in der Ostschweiz.

## Geschichte
Der Name Gonten kommt von «Gumbton» (12. Jahrhundert): «Wasserlache wegen des nahe gelegenen Torfmoors». Eine Gonte bezeichnet im Appenzeller Dialekt auch heute noch eine Pfütze. Der Bezirk Gonten entstand 1872 aus einem Zusammenschluss der Rhode Gonten mit den Halbrhoden Stechlenegg und Teilen von Rinkenbach. Gonten umfasst heute Jakobsbad bis Gontenbad sowie Rapisau. Die bekannteste Erhebung ist der Kronberg (1662 m ü. M.).

## Bevölkerung
Am 31. Dezember 2014 zählte der Bezirk 1439 Einwohner. 83,25 % waren römisch-katholisch, 10,08 % evangelisch-reformiert, 2,31 % gehörten einer anderen Religion oder christlichen Konfession an, und 4,36 % machten keine Angabe oder waren konfessionslos. 120 Schüler besuchten die Primarschule und 30 Kinder den Kindergarten.

## Sehenswürdigkeiten
Die katholische Pfarrkirche St. Verena wurde 1863 in neugotischem Stil erbaut. Am linken Seitenaltar ist eine Madonnenstatue aus dem 17. Jahrhundert. In der Sakristei befindet sich ein Prozessionskreuz von 1595 mit einem um 1320 geschaffenen Kruzifix.
Das Roothuus hat seinen Namen vom ehemals roten Anstrich. Es wurde im 18. Jahrhundert als vierstöckiges Bürgerhaus erbaut. In einer der Stuben befinden sich Wandmalereien. In dem Gebäude ist das Zentrum für Appenzeller und Toggenburger Volksmusik untergebracht.

## Wirtschaft
Wichtiger örtlicher Arbeitgeber ist die Goba AG (ehemals Mineralquelle Gontenbad), die unter anderem die Limonade Flauder abfüllt.

### Tourismus
In Gonten gibt es mehrere touristische Attraktionen, wie zum Beispiel die Kronberg-Bobbahn und den Seilpark (seit Juni 2007), den Golfplatz, die Luftseilbahn Jakobsbad–Kronberg, den 5 km langen Barfussweg von Jakobsbad nach Gontenbad, den Winterwanderweg, die Loipe, das Nordic Walking Center, das Naturmoorbad Gontenbad und die Skilifte Studen, Alpsteinblick und Lauftegg.

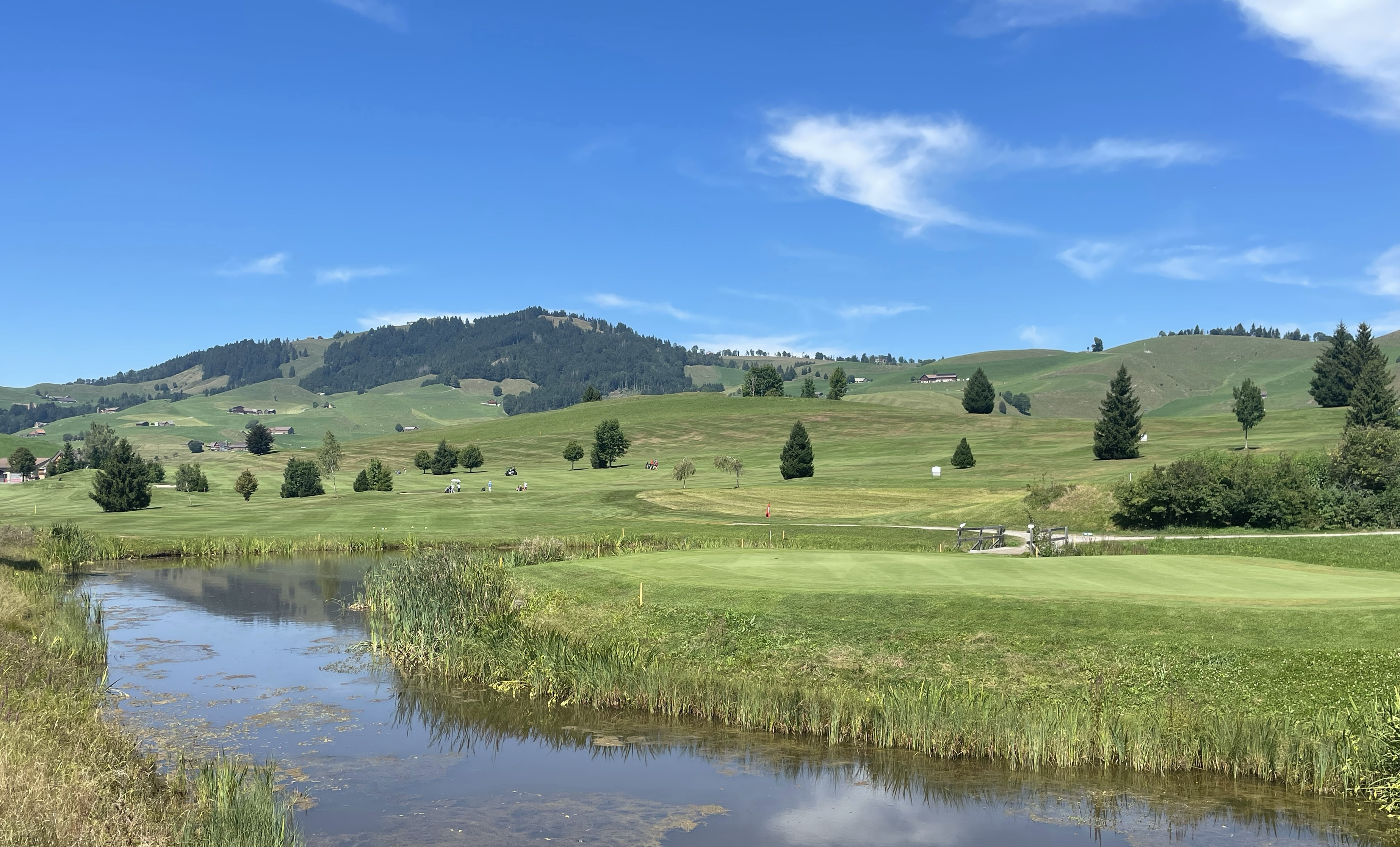
Golfplatz Gonten
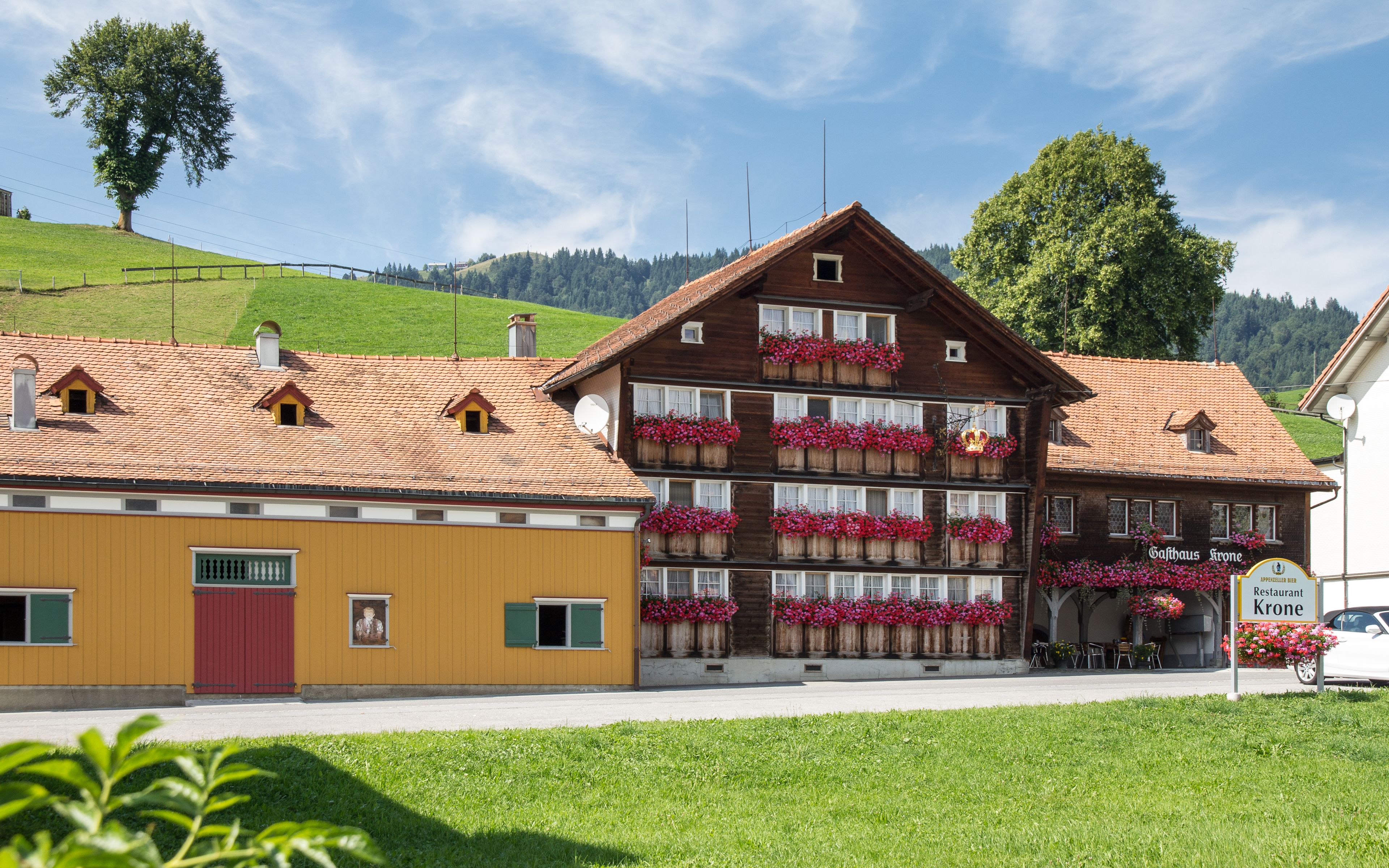
Restaurant Krone
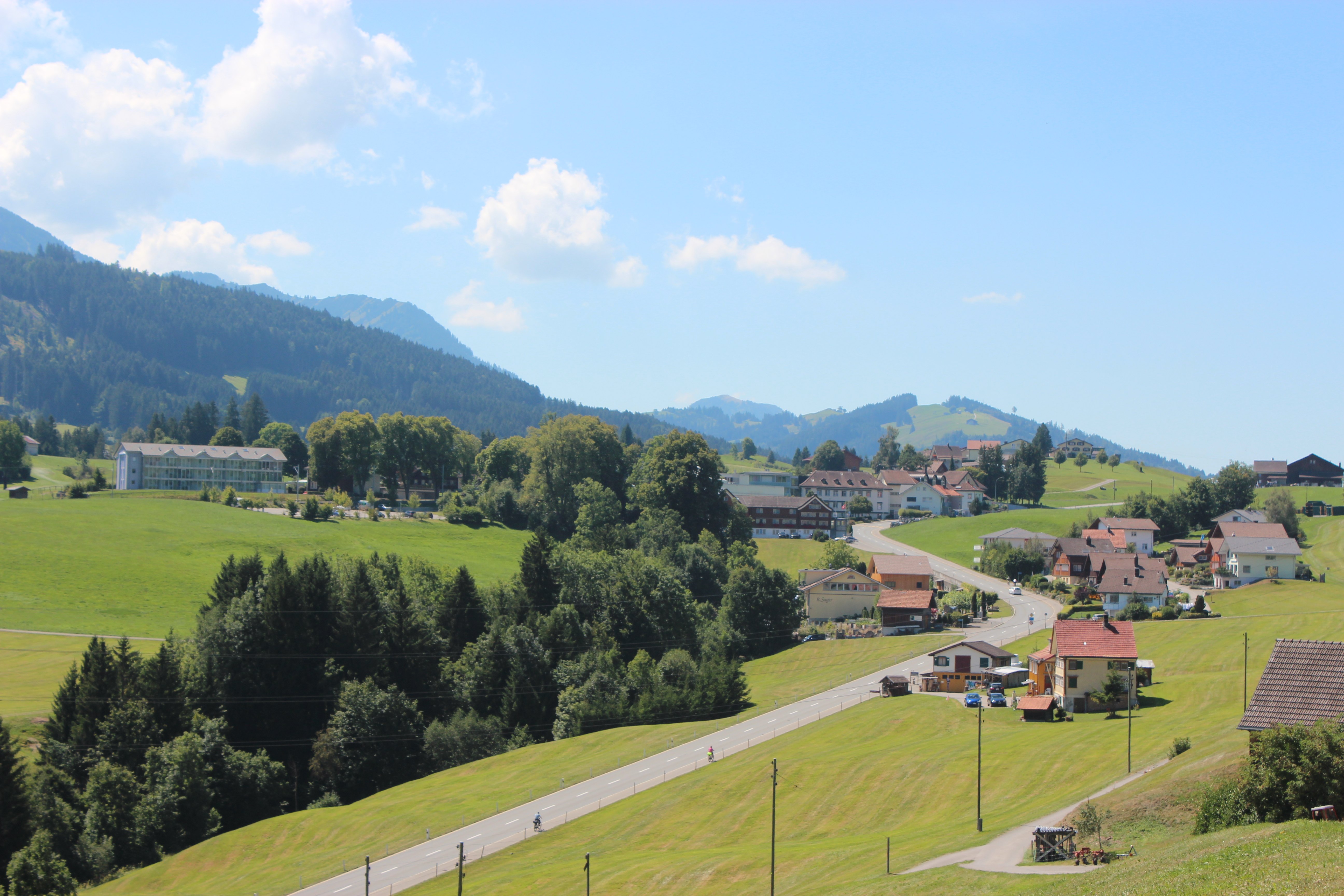
Gontenbad
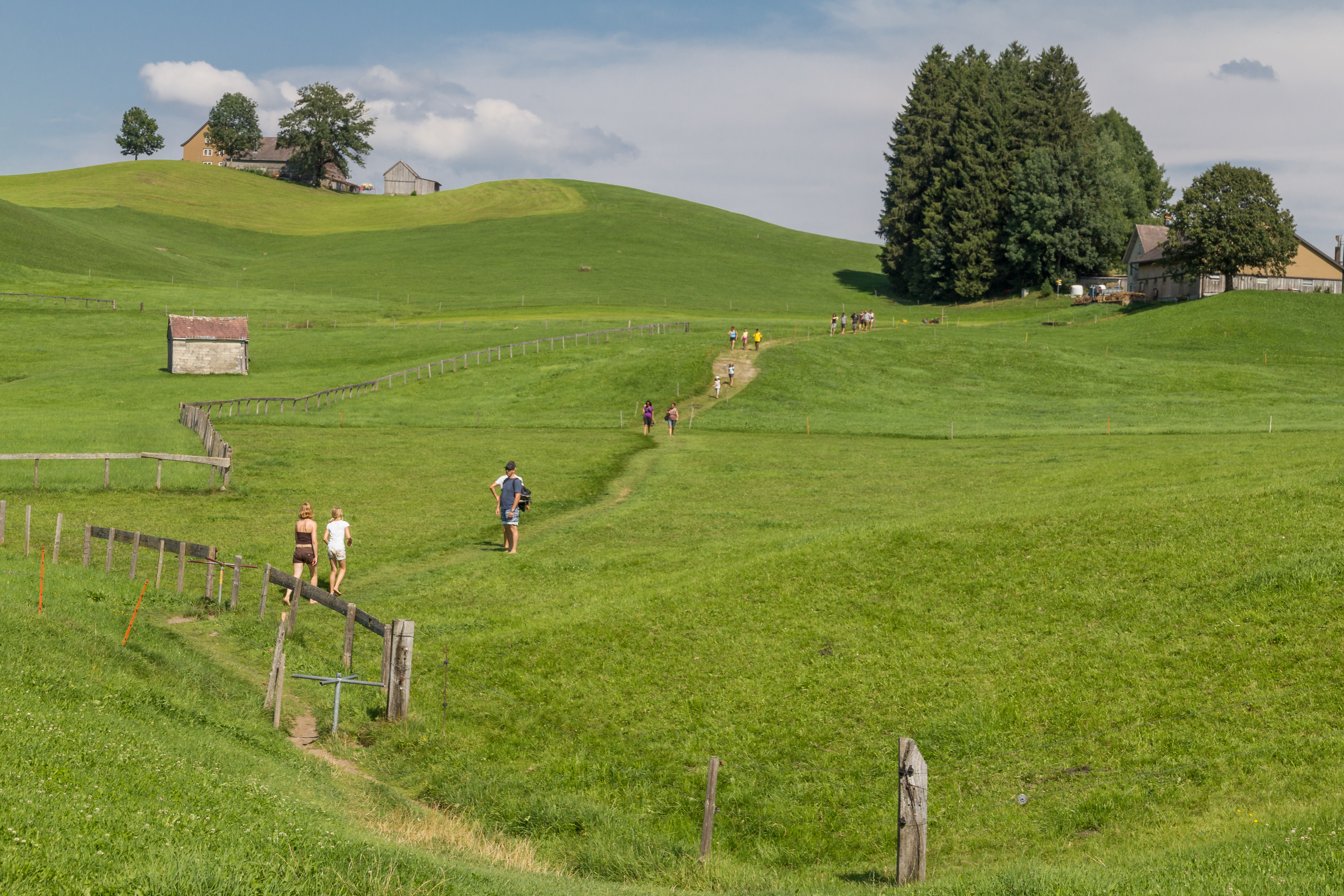
Barfussweg bei Gonten
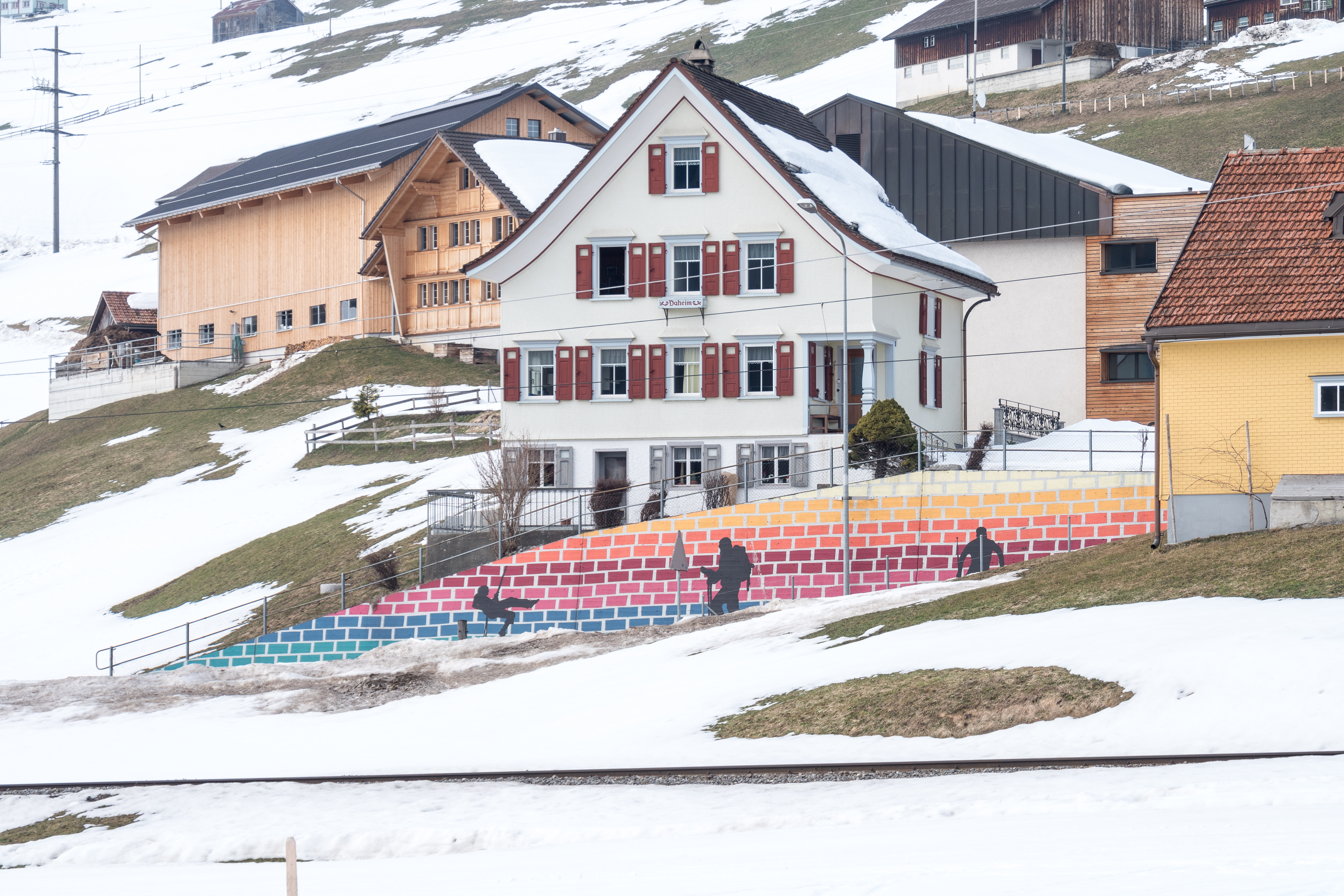
Daheim in Gonten

## Trivia
Aus Gonten stammt der Naturjodler und Lebensmitteltechniker Meinrad Koch, eine der Hauptpersonen im Schweizer Dokumentarfilm Beyond Tradition von 2023.